# Allonema roseum
Allonema roseum är en svampart som först beskrevs av Grove, och fick sitt nu gällande namn av Hans Sydow 1934. Allonema roseum ingår i släktet Allonema, divisionen sporsäcksvampar och riket svampar.   Inga underarter finns listade i Catalogue of Life.